# Das todbringende Ungeheuer
Das todbringende Ungeheuer (Originaltitel: The Deadly Mantis) ist ein US-amerikanischer Monsterfilm aus dem Jahr 1957 nach einer Geschichte von Nathan Juran. Die Uraufführung fand am 1. Mai 1957 in Los Angeles statt.

## Handlung
Durch einen Vulkanausbruch im Weddellmeer verschieben sich die Eisberge am Nordpol und beginnen teilweise zu schmelzen. Durch den Klimawandel wird eine gigantische Gottesanbeterin aus dem Eis befreit. Nachdem der Außenposten einer kanadischen Militärstation nicht mehr antwortet, wird der Posten bei einer Kontrolle durch Col. Parkman zerstört vorgefunden. Die im Schnee hinterlassenen Spuren lassen sich zunächst nicht identifizieren. Bei der Untersuchung eines aus unbekannten Gründen abgestürzten Flugzeugs stößt Parkman erneut auf die Spuren. Ein bei der Absturzstelle gefundenes nicht zu identifizierendes spitzes Objekt bringt Parkmann zu seinem Vorgesetzten General Ford. Als es dem Militär und verschiedenen Wissenschaftlern nicht gelingt die Herkunft zu bestimmen, wird der Paläontologe Dr. Nedrick Jackson hinzugezogen. Dieser erkennt das Objekt als Kralle einer gigantischen Gottesanbeterin. 
In der Zwischenzeit greift die Gottesanbeterin am Polarkreis eine Gruppe Inuit an. Mit der Fotografin Marge reist Nedrick zur kanadischen Militärbasis, um weitere Nachforschungen anzustellen. In der Nacht wird das Gebäude durch die Gottesanbeterin angegriffen. Die Soldaten greifen das Insekt mit Gewehren und Flammenwerfern an, erst nach dem Einsatz von Militärflugzeugen gelingt es ihnen den Angreifer in die Flucht zu schlagen. Nachdem über Funk der Angriff eines Bootes durch die Gottesanbeterin vor der kanadischen Küste gemeldet wird, errechnet Parkman dessen Fluggeschwindigkeit. Die Suche nach der Gottesanbeterin bleibt zunächst erfolglos, bis das Rieseninsekt in Washington einen Bus umkippt, die Reisenden angreift und auf das Washington Monument klettert. Die Air Force treibt das Ungeheuer in einen vorher abgedichteten Tunnel und räuchert es aus. Nach dem Einsatz von chemischen Waffen gelingt es dem Militär schließlich, das Insekt im Tunnel zu töten. Als Marge die Gottesanbeterin im Tunnel fotografieren will, zuckt das Insekt aus Reflex ein letztes Mal. Parkmann eilt der erschreckten Fotografin zu Hilfe und gesteht ihr seine Liebe.

## Veröffentlichung
Piccolo Film veröffentlichte 1972 eine gekürzte Version auf Super 8 als Stummfilm. Eine ungekürzte Version in deutscher Synchronisation nach dem Dialogbuch und unter der Dialogregie von Bodo Traber ist seit 2021 auf DVD von Anolis erhältlich.

## Rezeption
Michael Haase vergleicht den Film mit Formicula und schreibt Nathan Juran sei „...ein ansprechender Film gelungen...“ und bezeichnet ihn als „...absolut herrlicher Monsterfilm...“.